# 自民党議員会合LGBT差別冊子配布問題
自民党議員会合LGBT差別冊子配布問題（じみんとうぎいんかいごうLGBTさべつさっしはいふもんだい）は、2022年6月13日に開かれた議員連盟「神道政治連盟国会議員懇談会」の会合で、性的少数者に対する差別的な言説を展開する資料が配布された問題。冊子には「同性愛は精神障害、または依存症」などと記されていた。
なお、世界保健機関（WHO）は1990年5月17日に同性愛を国際疾病分類から除外し、同性愛は精神病ではないと世界に宣言し、1992年には「同性愛者はいかなる意味でも治療の対象ではない」と宣言した。冊子が配布された2022年時点で、世界保健機関や米国精神医学会、日本精神神経学会などは同性愛を「異常」「倒錯」「精神疾患」とはみなさず、治療の対象から除外しており、冊子の内容には医学的に誤りである。

## 概要
2021年10月1日、神道政治連盟は機関紙『神政連レポート 意』No.215を発行。同号に弘前学院大学教授の楊尚眞による論評「同性愛と同性婚の真相を知る」が掲載される。
2022年6月13日、議員連盟「神道政治連盟国会議員懇談会」（会長：安倍晋三）は都内のホテルで会合を開き、冊子を配布した。会合には自民党の国会議員が参加した。問題の冊子は「夫婦別姓 同性婚 パートナーシップ LGBT ー家族と社会に関わる諸問題ー」と題され、楊尚眞の講演内容として、以下のようなことが記されていた。
- 「LGBTはさまざまな面で葛藤を持っていることが多く、それが悩みとなり自殺につながることが考えられる[1]」
- 「LGBTの自殺率が高いのは、社会の差別が原因ではない[3]」
- 「性的少数者の性的ライフスタイルが正当化されるべきでないのは、家庭と社会を崩壊させる社会問題となるから[1]」
- 「後天的な精神の障害、または依存症[1]」
- 「（同性愛者には）回復治療の効果が期待できる[1]」

なお、楊尚眞はキリスト教教育学や牧会学を専門とする弘前学院大学の文学部教授、宗教主任、在日大韓基督教会牧師であり、医学部に入学したことはなかった。

## 反応
2022年6月30日、冊子が配布されたことと冊子の内容を共同通信が報道。参議院議員選挙の選挙期間中だったこともあり、7月4日に自民党本部前で抗議デモが行われた。1000人程度が参加したと報じられている。ライターの山賀沙耶は「政権与党が宗教団体の差別的な主張を容認するのは重大な問題だ」と批判した。オープンリーゲイの活動家松岡宗嗣は、2021年の自民党議員による「LGBTは種の保存に背く」という発言に対する抗議デモに触れたうえで、「いつまでこんなに非論理的な考えによって、私たちは差別され続けなければならないのでしょうか」と訴えた。デモ会場では、抗議のスピーチに泣いて聞き入る人々の姿もあったという。
神社関係者の性的少数派当事者からも批判の声が挙がっている。ノンバイナリーの神社関係者が発起人となって当事者による意見書を作成し、「神道LGBTQ+連絡会」というアカウント名でTwitterに同書を投稿した。神社本庁やその関連団体が差別や偏見を助長してきたことに、内部から声を挙げなければいけないとの思いだったという。
また、当事者と支援者らでつくる「LGBT差別冊子の対応を求める有志の会」がインターネット上で署名活動を行った。この署名では、差別的な内容の否定を求めており、約5万人の筆が集まった。